# Aplustre
En náutica, el aplustre es un adorno que había en la popa de las naves de los romanos. Estaba compuesto de planchas recortadas y pintadas de diferente manera. Millin dice que el aplustre servía de veleta o giraldilla a las naves de los antiguos. Con este adorno decoraban muchas veces el frontis, el friso y las puertas de los templos consagrados a Neptuno como divinidad marina. 